# ابرمارپیچ

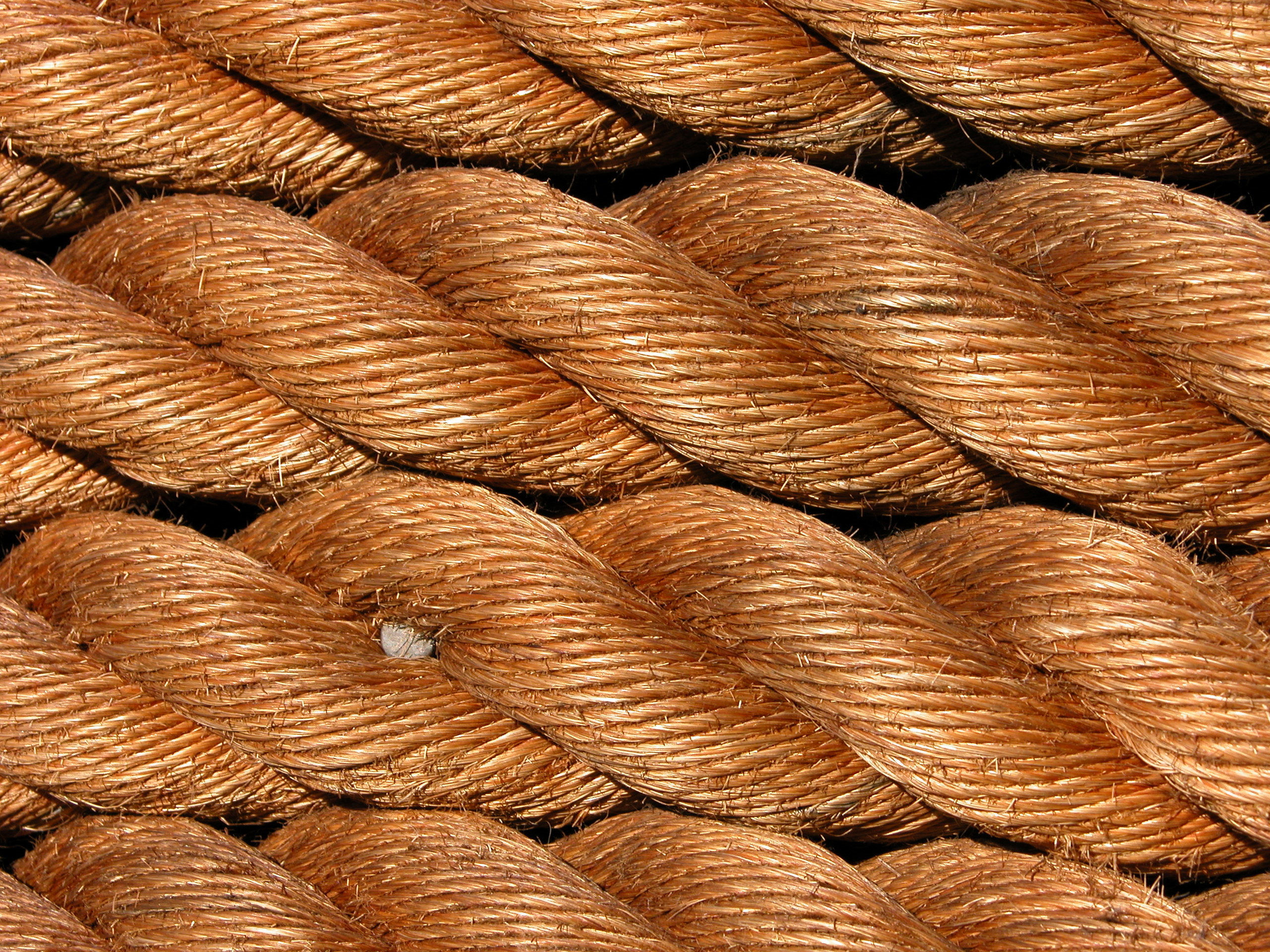
طناب‌ها ساختارهای ابرمارپیچی دارند

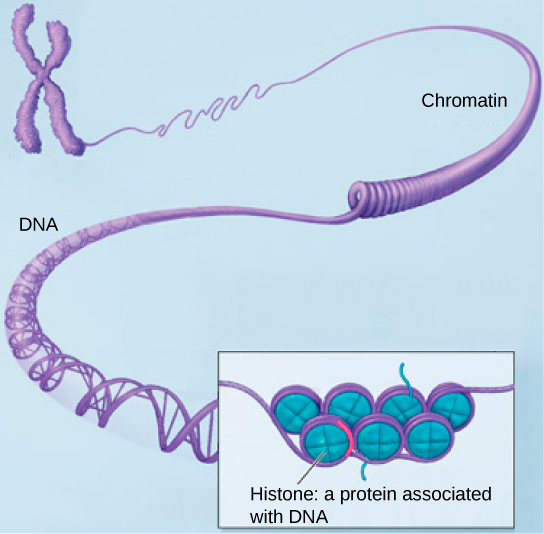
تصویری که ساختار ابرمارپیچی کروماتین را نشان می‌دهد

ابرمارپیچ (به انگلیسی: Superhelix) یک ساختار مولکولی است که در آن یک مارپیچ به خودی خود به یک مارپیچ پیچیده می‌شود. این هم برای پروتئین‌ها و هم برای مواد ژنتیکی، مانند DNA دایره ای بیش از حد، مهم است.

نخستین مرجع مهم در زیست‌شناسی مولکولی مربوط به سال ۱۹۷۱ توسط FB Fuller است.
یک متغیر هندسی یک منحنی فضا، عدد چرخشی، تعریف و مطالعه می‌شود. برای منحنی مرکزی یک بند ناف پیچ‌خورده، عدد پیچش میزانی را اندازه‌گیری می‌کند که سیم‌پیچی منحنی مرکزی پیچش موضعی طناب را کاهش داده‌است. این مطالعه در پاسخ به پرسش‌های که در مطالعه حلقه‌های دی‌ان‌ای دورشته‌ای ابرپیچ ایجاد می‌شوند، آغاز شد. 